# Гренье, Габриэль Жозеф

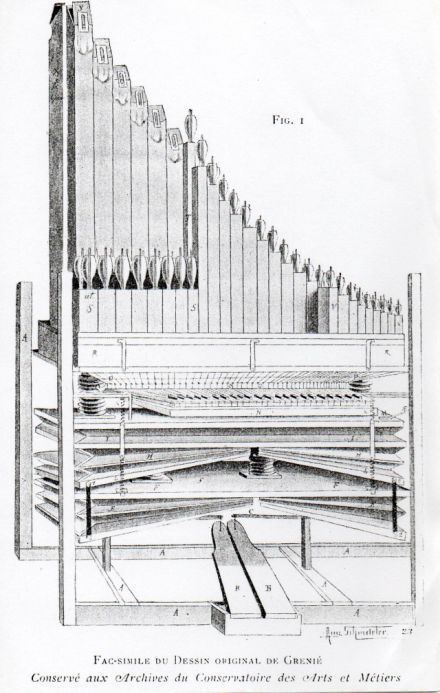
Фисгармония (гармониум) Габриэля Жозефа Гренье

Габриэль Жозеф Гренье (фр. Gabriel-Joseph Grenié; 1756 или 1757, Бордо — 3 сентября 1837, Париж) — французский предприниматель, производитель и изобретатель музыкальных инструментов.
Габриэль Жозеф Гренье был чиновником, на досуге занимавшимся акустическими опытами.
В 1790-х годах он начал разрабатывать так называемый «выразительный орган», или «орган с экспрессией» (фр. orgue expressif). В 1810 году инструмент был запатентован. Он имел язычковый механизм со свободно колеблющимися язычками и варьирующей силой звука, которая регулировалась свободным мехом при помощи педалей. Сам изобретатель видел свой инструмент как нечто среднее между органом и фортепиано.
Изобретение Гренье стало отправной точкой для ряда усовершенствований, которые привели к созданию фисгармонии и аккордеона и положили начало важной ветви в этой области музыкальных инструментов.